# Fluorkyan
Fluorkyan je anorganická sloučenina s chemickým vzorcem FCN. Je to lineární toxická sloučenina složená z atomů fluoru, uhlíku a dusíku. Při pokojové teplotě je to výbušný plyn. Využívá se v organické syntéze a může být připraven pyrolýzou 2,4,6-trifluor-1,3,5-triazinu nebo fluorací dikyanu.

## Příprava
Fluorkyan je připravován pyrolýzou 2,4,6-trifluor-1,3,5-triazinu při teplotě 1300 °C a tlaku 50 mm. Výtěžek je přibližně 50 %. Vedlejšími produkty reakce mohou být dikyan a CF3CN.
Další metodou přípravy fluorkyanu je fluorace dikyanu.

## Vlastnosti
Fluorkyan je jedovatý bezbarvý plyn. Fluorkyan má bod varu −46,2 °C a bod tání −82 °C. Při laboratorní teplotě se kondenzovaná fáze rychle mění na polymerní materiály. Kapalný FCN po iniciaci exploduje při teplotě −41 °C.

## Reakce
Fluorkyan reaguje s benzenem za přítomnosti chloridu hlinitého za vzniku benzonitrilu s 20% konverzí. Reaguje také s alkeny za vzniku alfa,beta-fluoronitrilů. FCN se také přidává k alkenům, kde se dvojná vazba nenachází na kraji sloučeniny, za přítomnosti silného kyselého katalyzátoru.

## Skladování
Fluorkyan lze skladovat v lahvích z nerezové oceli po dobu delší než jeden rok při teplotě -78,5 °C (teplota pevného suchého ledu).

## Bezpečnost
Fluorkyan prudce reaguje za přítomnosti fluoridu boritého či fluorovodíku. Čistý plynný fluorkyan nelze při laboratorní teplotě a atmosférickém tlaku zažehnout jiskrou. Směs fluorkyanu se vzduchem je náchylnější ke vznícení než čistý fluorkyan.

## Využití
Fluorkyan se využívá při syntéze barviv a fluorescenční materiály. Je také užitečný jako fluorační činidlo. Beta-fluornitrily, které vznikají reakcí fluorkyanu s alkeny, jsou užitečnými meziprodukty pro přípravu polymerů, beta-fluorkarboxylových kyselin a dalších sloučenin obsahujících fluor. Pomocí fluorkyanu lze připravit užitečné aminy. Fluorkyan je velmi těkavý fumigant, dezinfekční prostředek a hubič živočišných škůdců.